# Força H
La Força H (anglès: Force H) va ser una formació naval britànica durant la Segona Guerra Mundial. Es va formar l'any 1940, per reemplaçar el poder naval francès a la Mediterrània occidental eliminat per l'armistici francès amb l'Alemanya nazi. La Força va ocupar un lloc estrany dins de la cadena de comandament naval. La pràctica normal britànica era tenir estacions navals i flotes arreu del món, els comandants de les quals informaven al Primer Lord del Mar mitjançant un oficial de bandera. La Força H tenia la base a Gibraltar, però ja hi havia un oficial de bandera a la base, l'oficial de bandera al comandament de l'Atlàntic Nord. L'oficial al comandament de la Força H no informava a aquest oficial de bandera sinó directament al Primer Lord del Mar, l'almirall de la flota Sir Dudley Pound.

## Història

### Operació Catapulta
Una de les primeres operacions en què va participar la Força H va estar relacionada amb el motiu de la seva formació. El poder naval francès encara existia a la Mediterrània, i el govern britànic la considerava una amenaça per als interessos britànics. Es temia que el govern de Vichy de Philippe Pétain lliuraria els vaixells a Alemanya, malgrat la promesa que això no passaria mai. Una incidència com aquesta gairebé segur que inclinaria decisivament la balança contra Gran Bretanya al Mediterrani. En conseqüència, la Força H va rebre l'ordre d'executar l'operació Catapulta.
La més poderosa de les forces franceses restants es trobava al port de Mers-el-Kébir a Algèria. Constava dels cuirassats Strasbourg i Dunkerque, dos cuirassats més antics, juntament amb vaixells d'escorta. La Força H es va dirigir a la costa algeriana i es va enviar un enviat al comandant francès. Es van oferir diversos termes, incloent l'internament de la flota en un país neutral, unir-se a les forces britàniques o enfonsar la flota als seus amarratges. No obstant això, el comandant de les forces franceses només va informar als seus superiors de l'opció de fugir. Així se li va ordenar lluitar. Els motius de l'omissió han estat debatuts per molts. Sovint es pensa que el biaix antibritànic del comandant francès va ser el culpable.
El resultat de l'acció va ser que les restes de la flota francesa van escapar a Toló, una base francesa a la costa mediterrània de la França metropolitana. Ho van fer amb un alt cost. El cuirassat Bretagne va esclatar sota els trets britànics, matant més de 1.000 mariners francesos. El cuirassat Provence també va quedar molt malmès; l'Strasbourg i el Dunkerque també van ser afectats, tot i que l'Strasbourg va escapar amb quatre destructors.

### Operacions de comboi
Després d'aquesta operació desagradable, la Força H es va establir en les seves operacions més normals. Aquestes implicaven tasques navals generals a la conca occidental de la Mediterrània. Entre aquestes tasques destacava l'escorta dels combois fins a Malta. Els primers combois van passar amb pèrdues relativament lleugeres. Això va canviar el 1941, quan els alemanys van enviar el X. Fliegerkorps de la Luftwaffe a Sicília; els seus bombarders van suposar un alt cost tant de vaixells de guerra com de mercants. També, a partir de 1942, la millora de l'eficiència de combat de la Regia Aeronautica (i especialment dels seus torpediners SM.79) i de la Regia Marina Els submarins de s'amenaçaven molt més per a aquests combois que l'oposició italiana de 1940.
El novembre de 1940, la Força H va fer una important contribució a l'operació MB8, i l'èxit resultant de l'operació Judici, l'atac al port de Tàrent, en la cerca de combois a Malta.

### "Enfonseu el Bismarck!"
L'incident més famós que va implicar la Força H el 1941 no es va produir al Mediterrani, sinó a l'oceà Atlàntic. El cuirassat alemany Bismarck havia navegat en companyia del creuer pesant Prinz Eugen per atacar la navegació comercial. Va anar molt al nord del Regne Unit, passant al sud-oest per l'estret de Dinamarca entre Islàndia i Groenlàndia. Allà, van ser interceptats per una força britànica formada pel cuirassat Prince of Wales i el creuer de batalla Hood. El combat va ser un desastre per a la Royal Navy: el Prince of Wales va ser danyat i el Hood va patir una explosió a la santabàrbara, trencant el vaixell per la meitat abans que s'enfonsés. Només tres dels 1.418 tripulants a bord van ser recuperats. Totes les unitats de la Royal Navy disponibles tenien llavors la tasca de destruir el Bismarck.

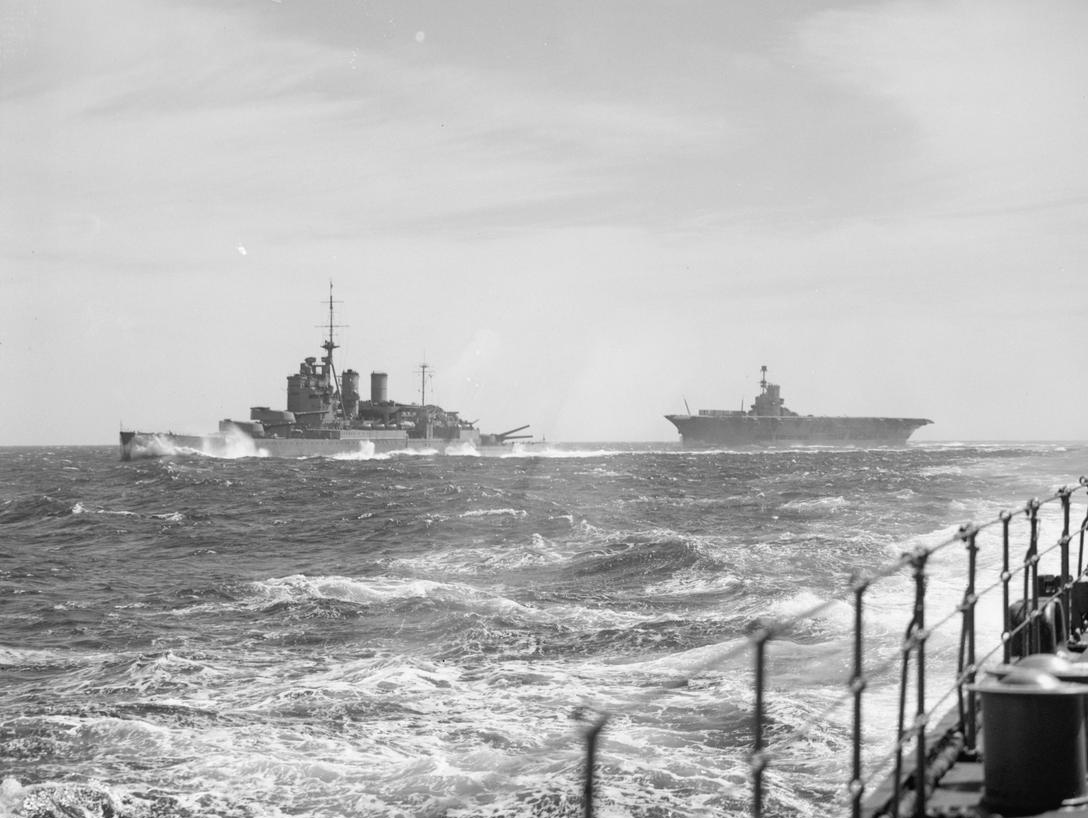
L'HMS Renown i l'HMS Ark Royal operant al mar a Force H. Foto presa des de l'HMS Sheffield.

La Force H va partir de Gibraltar per interceptar Bismarck amb el portaavions Ark Royal, el creuer de batalla Renown i el creuer lleuger Sheffield. Malgrat la pèrdua del Hood, el Bismarck no va sortir de la batalla de l'estret de Dinamarca completament il·lès. Un obús del Prince of Wales havia trencat els dipòsits de combustible del vaixell, fent-li perdre petroli. Així, el creuer d'incursions comercials es va interrompre, i el vaixell es va dirigir cap al port de Brest a la França ocupada. La Royal Navy va perdre temporalment el Bismarck després d'evadir el radar dels creuers Suffolk i Norfolk, que l'anaven seguint. El van trobar de nou, però l'única manera d'aturar-lo era si alguna cosa frenava el vaixell. Per intentar fer-ho, l'Ark Royal va llançar un atac amb els seus torpediners Fairey Swordfish. No obstant això, les tripulacions van ser informades erròniament de la ubicació del Sheffield i el van atacar, confonent-lo amb el Bismarck. Els torpedes que havien llançat els Swordfish portaven un nou tipus de detonador magnètic que va resultar massa poc fiable. Es va fer un segon atac amb el detonador de contacte més antic i més fiable. El Bismarck va ser trobat i un torpede li va encallar l'aparell de direcció. Incapaç d'eludir els vaixells britànics que s'acostaven, el cuirassat alemany va ser enfonsat després d'un dany de batalla incapacitant causat per una força que incloïa el King George V i el Rodney.

### Gran Bretanya al fons
El final de 1941 va veure el nadir de les fortunes navals britàniques al Mediterrani. La flota mediterrània va perdre els serveis de l'HMS Illustrious per danys a les bombes, l'HMS Barham va ser enfonsat a Creta per l'U-331, i els seus dos cuirassats restants van quedar fora de combat per una incursió italiana a Alexandria. La Força H al seu torn també va patir: l'Ark Royal va ser enfonsat per l'U-81 el novembre de 1941. Només la manca d'acció dels italians va evitar un complet desastre per a les fortunes britàniques. La tasca més urgent durant la primera part de l'any va ser el subministrament de Malta. L'illa havia estat sota un fort atac durant molts mesos i els combois de subministrament havien de ser escortats per molts vaixells i avions per tenir qualsevol possibilitat de passar. A Malta es va evitar que morís de gana, però estava molt a prop. L'operació Pedestal, el comboi més escortat de la Segona Guerra Mundial, va tenir lloc a l'agost i va lliurar prou subministraments per mantenir Malta en marxa.

### Assalts amfibis i fi de la Força H
La Força H no existí realment durant una part de 1942. Va ser despullada al maig per proporcionar vaixells per a l'assalt a les forces de Vichy a Diego-Suárez a Madagascar durant l'operació Blindat. Aquesta operació va tenir èxit, però molts argumenten que va ser un malbaratament de recursos navals britànics en un moment crític de la guerra.
El novembre va ser el punt d'inflexió del conflicte. L'operació Torxa va veure que les forces britàniques i americanes desembarcant al Marroc i Algèria sota el Primer exèrcit britànic. La força H es va reforçar per cobrir aquests aterratges. Les dues principals amenaces eren la flota italiana i les forces franceses. Al final, només les forces franceses van lluitar, i les batalles més significatives van tenir lloc a Casablanca on només unitats navals americanes van donar suport a les operacions.
El final de la campanya del nord d'Àfrica va suposar un esforç d'interdicció a gran escala. L'objectiu era aïllar completament Tunísia del suport de l'Eix. Va tenir èxit i 250.000 homes es van rendir al 18è Grup d'Exèrcits; un nombre igual als que es van rendir a Stalingrad. La Força H va tornar a proporcionar una gran cobertura per a aquesta operació.
Dos conjunts més de desembarcaments van ser coberts per la Força H contra la interferència de la flota italiana. L'operació Husky al juliol de 1943 va veure la invasió i conquesta de Sicília, i l'operació Allau va veure un atac al continent italià a Salerno.
Després del desembarcament aliat a la mateixa Itàlia, el govern italià es va rendir. La flota italiana va escapar majoritàriament de la captura alemanya i gran part d'ella va formar la Marina Cobel·ligerant Italiana. No obstant això, dos míssils alemanys Fritz X radiocontrolats van colpejar i enfonsar el cuirassat Roma, matant el comandant en cap de la Regia Marina, l'almirall Carlo Bergamini.
Amb la rendició de la flota italiana, la necessitat d'unitats pesades a la Mediterrània va desaparèixer. Els cuirassats i portaavions de la Força H es van dispersar a les Flotes Nacional i Oriental i el comandament es va dissoldre. Les operacions navals a la Mediterrània a partir d'ara serien conduïdes per unitats més lleugeres.

## Batalles i operacions de la Força H
- Atac a Mers-el-Kebir – 3 de juliol de 1940
- Batalla de Calàbria – 9 de juliol de 1940
- Batalla de Tàrent – 11/12 de novembre de 1940
- Batalla del Cap Spartivento – 27 de novembre de 1940
- Operació Collar – novembre de 1940
- Operació Excés – gener de 1941
- Operació Grog – 9 de febrer de 1941
- Operació Substància – juliol de 1941
- Operació Halberd – setembre de 1941
- Operació Blindat com a part de la Força 121 – de març a maig de 1942
- Operació Arpó – juny de 1942
- Operació Pedestal – agost de 1942
- Operació Husky – juliol de 1943
- Operació Allau – setembre de 1943

## Principals vaixells combatents de la Força H
- Ark Royal, portaavions (juny de 1940 – novembre de 1941)
- Eagle, portaavions (de febrer–agost de 1942)
- Hood, creuer de batalla (juny–agost de 1940)
- Renown, creuer de batalla (agost de 1940 – agost de 1941, octubre de 1941 – febrer de 1943)
- Resolution, cuirassat (juny–agost 1940)
- Valiant, cuirassat (juny de 1940 – desembre de 1941, juny –octubre de 1943)
- Malaya, cuirassat (desembre de 1940 – març de 1941)
- Nelson, cuirassat (juny–setembre de 1941, agost de 1942 – novembre de 1943)
- Rodney, cuirassat (maig de 1942 – octubre de 1943)
- King George V, cuirassat (maig de 1943 – febrer de 1944)
- Enterprise, creuer (juny–desembre de 1940)
- Arethusa, creuer (juny de 1940 – desembre de 1941)
- Sheffield, creuer (agost 1940 – octubre de 1941)
- Coventry, creuer (agost 1940 – setembre de 1942)
- Calcutta, creuer (agost 1940 – juny de 1941)
- Berwick, creuer (novembre de 1940)
- Fiji, creuer (abril–maig de 1941)
- Hermione, creuer (juny de 1941 – març de 1942)
- Cairo, creuer (gener–agost 1942)
- Charybdis, creuer (abril-novembre de 1942)
- Argonaut, creuer (octubre–desembre de 1942)
- Sussex, creuer pesat (setembre–desembre de 1939)